# Habranthus argentinus
Habranthus argentinus là một loài thực vật có hoa trong họ Amaryllidaceae. Loài này được Traub mô tả khoa học đầu tiên năm 1951.